# Diomedéa
Diomedéa (株式会社ディオメディア?, Kabushiki-gaisha Diomedia), precedentemente noto come Studio Barcelona (有限会社スタジオバルセロナ?, Yūgen-gaisha Sutajio Baruserona), è uno studio di animazione giapponese con sede a Nerima, Tokyo. È stato fondato il 5 ottobre 2005 dopo l'uscita di alcuni membri dal Group TAC.

## Anime prodotti
- Dai Mahō Tōge (2006/2008)
- Nanatsuiro Drops (2007)
- Kodomo no jikan (2007)
- Nogizaka Haruka no himitsu (2008)
- Nogizaka Haruka no Himitsu: Purezza (2009)
- Shinkyoku Soukai Polyphonica Crimson S (2009)
- Shinryaku! Ika Musume (2010)
- Lotte no omocha! (2011)
- Shinryaku?! Ika Musume (2011)
- Campione! (2012)
- Yumekuri (2012)
- Mondaiji-tachi ga isekai kara kuru sō desu yo? (2013)
- Ore no nōnai sentakushi ga, gakuen love come o zenryoku de jama shiteiru (2013)
- Gingitsune (2013)
- Akuma no riddle (2014)
- Kantai Collection (2015)
- Binan kōkō Chikyū bōei-bu Love! (2015)
- Jūō mujin no Fafnir (2015)
- World Break: Aria of Curse for a Holy Swordsman (2015)
- Kūsen madōshi kōhosei no kyōkan (2015)
- The Lost Village (2016)
- Handa-kun (2016)
- Girlish Number (2016)
- Fūka (2017)
- Aho-Girl (2017)
- Action Heroine Cheer Fruits (2017)
- Boku no kanojo ga majime sugiru shojo bitch na ken (2017, in collaborazione con Studio Blanc)
- Chio-chan no tsūgakuro (2018)
- Domestic Girlfriend (2019)
- Ahiru no Sora (2019)
- Futsal Boys!!!!! (2022)
- Parallel World Pharmacy (2022)
- The Magical Revolution of the Reincarnated Princess and the Genius Young Lady (2023)

### Collaborazioni
- Twin Princess - Principesse gemelle
- Chocotto Sister (2006)
- Otogi-Jūshi Akazukin (2006)
- Il nostro gioco (2007)
- Nagasarete Airantō (2007)
- Skull Man (2007)
- Sola (2007)